# Lamouilly
Lamouilly ist eine französische Gemeinde mit 84 Einwohnern (Stand: 1. Januar 2022) im Département Meuse in der Region Grand Est. Sie gehört zum Arrondissement Verdun, zum Kanton Stenay und zum 2016 gegründeten Gemeindeverband Pays de Stenay et Val Dunois.

## Geografie
Lamouilly liegt etwa 60 Kilometer nordnordwestlich von Verdun. Umgeben wird Lamouilly von den Nachbargemeinden La Ferté-sur-Chiers im Norden, Bièvres im Osten, Brouennes im Süden, Nepvant im Südwesten und Westen sowie Olizy-sur-Chiers im Westen und Nordwesten.

## Bevölkerungsentwicklung
| Jahr                       | 1962 | 1968 | 1975 | 1982 | 1990 | 1999 | 2006 | 2011 | 2019 |
| Einwohner                  | 192  | 175  | 150  | 119  | 109  | 97   | 82   | 108  | 87   |
| Quellen: Cassini und INSEE |      |      |      |      |      |      |      |      |      |

## Sehenswürdigkeiten
- Kirche Saint-Martin-et-Saint-Walfroy aus dem 16. Jahrhundert

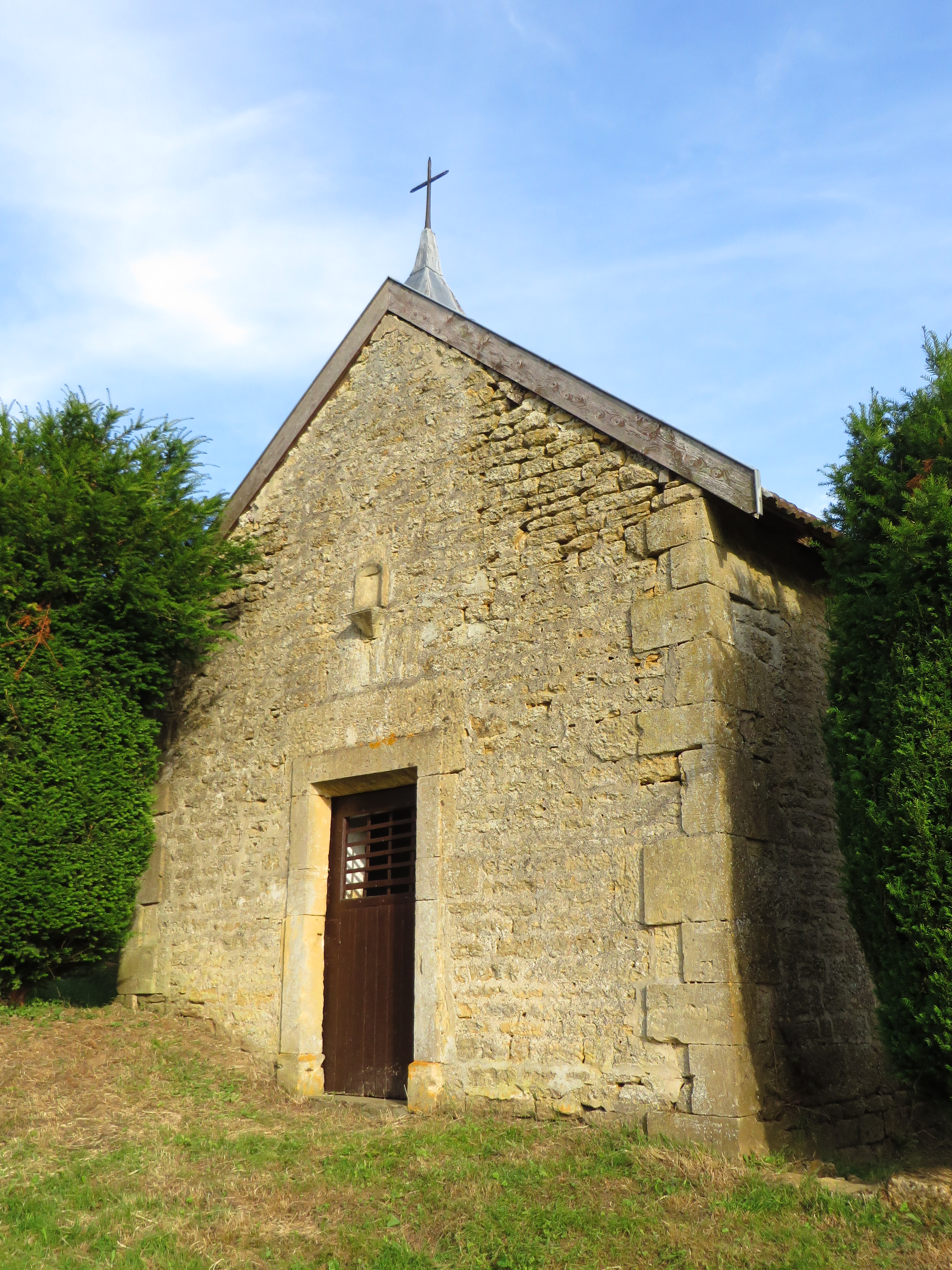
Kapelle Notre-Dame-de-Bon-Secours

- Kapelle Notre-Dame-de-Bon-Secours